# Solenopsis oculata
Solenopsis oculata é uma espécie de formiga do gênero Solenopsis, pertencente à subfamília Myrmicinae.